# Vossenberg (landgoed)
Het landgoed Vossenberg is een natuurgebied in de Nederlandse provincie Drenthe. Het gebied is eigendom van Drents Landschap en wordt ook door hen beheerd.

## Geografie
Landgoed Vossenberg ligt 2 kilometer ten oosten van het dorp Wijster en wordt doorsneden door het Linthorst Homankanaal.

## Geschiedenis
In 1915 stichtte de Landmaatschappij Drenthe de Vossenberg, als vorm van geldbelegging, om in 1917 al een omvang van ruim 500 hectare te bereiken. Hiertoe werden de heidevelden beplant met naaldbos of omgevormd tot landbouwgrond en verpacht aan boeren. In 1918 werd het landhuis Vossenberg toegevoegd. Dit fungeerde als centraal punt bij de ontginningswerkzaamheden. Met behulp van een ossenploeg werden vanuit dit landhuis de aanwezige heidegronden in hoog tempo ontgonnen. Het huis dat nu verscholen ligt in het bos, werd destijds midden op de open vlakte gebouwd.
De kern van het gebied, 150 hectare, werd in 1974 aangekocht door het Drents Landschap. In 1976 werd met de aankoop van een stuk grond ten westen van het Linthorst-Homankanaal 120 hectare aan het gebied toegevoegd.